# Michel Leiris
Michel Leiris (Parigi, 20 aprile 1901 – Saint-Hilaire, 30 settembre 1990) è stato uno scrittore ed etnologo francese, nonché Satrapo del Collège de 'Pataphysique.
Collaborò alla rivista "Documents", ai margini del surrealismo e partecipò con Georges Bataille al Collège de sociologie.
Nel 1980 Leiris rifiutò il Grand Prix national des lettres.
Nel 2006 è stata fondata una rivista internazionale di studi sulla sua opera: i Cahiers Leiris in ogni numero pubblicano testi e documenti inediti dell'autore.

## Opere
- Simulacre, 1925
- Le Point cardinal, 1927
- L'Afrique fantôme, 1934
  - L'Africa fantasma, trad. e cura di Aldo Pasquali, introduzione di Guido Neri, Collana Nuovo Mondo, Milano, Rizzoli, 1984, ISBN 978-88-175-1190-2
  - L'Africa fantasma, trad. di Aldo Pasquali, a cura e con una postfazione di Barbara Fiore, con un testo di Jean Jamin, Collana Humboldt, Macerata, Quodlibet, 2020, ISBN 978-88-229-0422-5 [con le annotazioni dell'Autore per le edizioni francesi del 1951 e 1981]
- Le Voyageur et son ombre, 1935
  - Il viaggiatore e la sua ombra in Raymond Roussel, trad. Sandra Nocciolini, Bologna, Il cavaliere azzurro, 1985
- Miroir de la tauromachie, 1938
  - Specchio della tauromachia, trad. Andrea Calzolari, Reggio Emilia, Elitropia, 1983
  - Specchio della tauromachia e altri scritti sulla corrida, trad. Carlo Pasi e Alfredo Salsano, Torino, Bollati Boringhieri, 1999
- L'Âge d'homme, 1939
  - Età d'uomo, trad. e postfazione di Andrea Zanzotto, Milano, Mondadori, 1966; Milano, SE, 2003
- Aurore, 1939
  - Aurora, trad. di Elena Baggi Regard e Bice Mortara Garavelli, a cura di Paola Decina Lombardi, Milano, Serra e Riva, 1980
- Haut Mal, 1943 (poema)
- Biffures (La Règle du Jeu, vol. I), 1948 [Biffures significa Cancellature]
  - Biffures, trad. Eugenio Rizzi, prefazione di Guido Neri, Collana Letteratura n.62, Torino, Einaudi, 1979
- La langue secrète des Dogons de Sanga, 1948
- Race et Civilisation, 1951
  - Razza e civiltà, Firenze, La Nuova Italia, 1953
  - L'occhio dell'etnografo: Razza e Civiltà, e altri scritti 1929-1968, Torino, Bollati Boringhieri, 2005
- Fourbis (La Règle du Jeu, vol. II), 1955 [Fourbis va tradotto anche come aggeggio, coso, baraonda, babilonia]
  - Carabattole, a cura di Ivos Margoni, Collana NUE n. 226, Torino, Einaudi, 1998
- Contacts de civilisation en Martinique et en Guadeloupe, 1955
- La possession et ses aspects théâtraux chez les Éthiopiens de Gondar, 1958
  - La possessione e i suoi aspetti teatrali tra gli etiopi di Gondar, trad. Mirella Schino, Milano, Ubulibri, 1988
- Nuits sans nuit et quelques jours sans jour, 1961
  - Notti senza notte e alcuni giorni senza giorno, trad. Andrea Zanzotto, Milano, Mondadori, 1966
- Grande fuite de neige, 1964
- Fibrilles (La Règle du Jeu, vol. III), 1966 [Fibrilles significa fibrille]
- Brisées, 1966
- Afrique noire : la création plastique (con Jacqueline Delange), 1967
  - Africa nera: la creazione plastica, Collezione Il mondo della figura n.11, Milano, Feltrinelli, 1967
- Cinq études d'ethnologie, 1969
- Mots sans Mémoire, 1969 [raccolta di testi poetici]
- André Masson, "Massacres" et autres dessins, 1971
- Francis Bacon ou la vérité criante, 1974
- Frêle Bruit (La Règle du Jeu, vol. IV), 1976 [Frêle Bruit significa flebile suono]
- Alberto Giacometti, 1978
- Au verso des images, 1980
  - Sul rovescio delle immagini, trad. Lucia Corradini e Roberto Rossi, Milano, SE, 1988
- Le ruban au cou d'Olympia, 1981
- Langage tangage, 1985
- Francis Bacon, 1987
  - Francis Bacon, trad. Federico Nicolao e Roberto Rossi, Milano, Abscondita, 2001
- À cor et à cri, 1988
- Bacon le hors-la-loi, 1989
- Zébrage, 1992
- Journal 1922-1989, 1992
- Operratiques, 1992
  - Operratiche trad. di Goffredo Plastino, Vibo Valentia, Monteleone, 1995
- Journal de Chine, 1994
- L'Homme sans honneur. Notes pour le sacré dans la vie quotidienne, 1994
- Miroir de l'Afrique, 1996 [raccolta antologica postuma dei principali scritti di etnologia africana]
- La Règle du Jeu, Bibliothèque de la Pléiade, Paris, Gallimard, 2003
- L'Âge d'homme précédé de L'Afrique fantôme, Bibliothèque de la Pléiade, Paris, Gallimard, 2014.
- Il pittore e la modella. Scritti su Picasso, trad. Lucia Corradini e Roberto Rossi, Milano, Abscondita, 2012, ISBN 978-88-841-6392-9

## Filmografia su Leiris
- Michel Leiris ou l'homme sans honneur, regia di Christophe Barreyre e Jean Jamin, Les Films à Lou e Antenne 2, 1996